# Stilobezzia genitalis
Stilobezzia genitalis är en tvåvingeart som beskrevs av Lee 1948. Stilobezzia genitalis ingår i släktet Stilobezzia och familjen svidknott. Inga underarter finns listade i Catalogue of Life.